# Христос Вседържител (Бер)
„Христос Вседържител“ или „Христос Пантократор“ (на гръцки: Χριστός Παντοκράτωρ) е средновековна православна църква в южномакедонския град Бер (Верия), Егейска Македония, Гърция.

## История
Църквата е издигната през XIV век и първоначално е единокорабен храм с дървен покрив, а по-късно след радикална интервенция е превърната в двукорабна базилика. През XVI век е добавен северния кораб на наоса и около 1687 година построен тремът на южната страна. В храма се съхраняват стенописи от XVI век, от 1687 година в южния трем и от 1726 година. Отличават се Успение Богородично, Рождество Богородично, Сретение Господне и Кръщение Господне.
В 1924 година църквата е обявена за паметник на културата.
- Икони от храма
- „Света Богородица с Младенеца“, II половина на XIV век, 111 x 46 cm
- „Архангелски Събор“, I половина на XIV век, 111 x 74 cm
- „Света Богородица Гликофилуса“, II половина на XIV век, 82 x 60 cm